# Sergio López Miró
Pour les articles homonymes, voir Sergi López (homonymie) et López.
Sergio López Miró dit Sergi López, né le 15 août 1968 à Barcelone, est un ancien nageur espagnol spécialiste des épreuves de brasse.
Il compte plusieurs récompenses au niveau international dont une médaille de bronze décrochée en 1988 lors des Jeux olympiques de Séoul.

## Biographie
Il représente à deux reprises l'Espagne aux Jeux olympiques. En 1988 à Séoul, le nageur décroche la médaille de bronze du 200 m brasse en 2 min 15 s 21 derrière le Hongrois József Szabó et le Britannique Nick Gillingham. Quatre ans plus tard, à Barcelone, il échoue au pied du podium de cette même épreuve en 2 min 13 s 29, une course remportée par l'Américain Mike Barrowman. Par ailleurs, en 1991, il monte sur la troisième marche du podium du 200 m brasse des Championnats d'Europe disputés à Athènes. Deux ans plus tard à Palma de Majorque, il décroche l'argent avec le relais 4 × 100 m quatre nages espagnol lors des Championnats du monde en petit bassin.
Partant étudier la kinésiologie aux États-Unis à la fin des années 1980, il représente successivement les universités dans lesquelles il étudie : l'université de l'Indiana puis l'American University. Dans la première, il suit un court moment les conseils de James Counsilman, ancien entraîneur de l'Américain Mark Spitz, multiple champion olympique dans les années 1970.
Reconverti entraîneur, il encadre les équipes masculine et féminine de l'université de Virginie-Occidentale entre 2005 et 2007. À partir de 2007, il sert à Jacksonville au sein de la Bolles School.

## Palmarès

### Jeux olympiques
- Jeux olympiques de 1988 à Séoul (Corée du Sud) :
  -  Médaille de bronze du 200 m brasse.

### Championnats du monde
- Championnats du monde en petit bassin 1993 à Palma de Majorque (Espagne) :
  -  Médaille d'argent au titre du relais 4 × 100 m quatre nages.

### Championnats d'Europe
- Championnats d'Europe 1991 à Athènes (Grèce) :
  -  Médaille de bronze du 200 m brasse.